# Konstantynów (Lublin)
Pour les articles homonymes, voir Konstantynów.
Konstantynów (prononciation : [kɔnstanˈtɨnuf]) est un village polonais de la gmina de Konstantynów (Lublin) dans le powiat de Biała Podlaska de la voïvodie de Lublin dans l'est de la Pologne.
Le village est le siège administratif (chef-lieu) de la gmina appelée gmina de Konstantynów.
Il se situe à environ 20 kilomètres au nord de Biała Podlaska (siège du powiat) et 113 kilomètres au nord de Lublin (capitale de la voïvodie).
Le village comptait approximativement une population de 1 437 habitants en 2008.

## Histoire
De 1975 à 1998, le village est attaché administrativement à la voïvodie de Biała Podlaska. Depuis 1999, il fait partie de la voïvodie de Lublin.